# Расмус Лауге
Расмус Лауге Шмит (енгл. Rasmus Lauge Schmidt; Рандерс, 20. јун 1991) дански је рукометаш и репрезентативац који тренутно игра за мађарски Веспрем на позицији левог бека. На лето 2023. вратиће се у Бјерингбро−Силкеборг, екипу у којој је почео своју професионалну каријеру.

## Каријера

### Клупска каријера
Професионалну каријеру започео је 2009. године у данском Бјерингбро−Силкеборгу, одакле је након четири сезоне 2013. године прешао у немачког бундеслигаша Кил са којим је у двије године био двоструки немачки првак. Током 2015. потписао је за Фленсбург Хандевит са којим је 2018. и 2019. освојио немачки лигу. Након шест година проведених у немачким клубовима, током лета 2019. године прешао је у мађарског прволигаша Веспрем.

### Репрезентативна каријера
За сениорску репрезентацију Данске дебитовао је 15. априла 2010. године у утакмици против Немачке, а с временом је постао, заједно са Микелом Хансеном и Никласом Ландином, један од носилаца игре репрезентације Данске. 
Са репрезентацијом је освојио злато на Олимпијским играма 2016. године у Рио де Жанеиру, Светским првенствима 2019. у Данској и Њемачкој и 2023. у Пољској и Шведској и на Европском првенству 2012. у Србији, те сребрене медаље на Светским првенствима 2011. у Шведској и 2013. у Шпанији.

## Клупски профеји

### Веспрем
- Куп Мађарске: 2021, 2022.
- СЕХА лига: 2020, 2021, 2022.

### Кил
- Бундеслига Немачке: 2014, 2015.
- Суперкуп Немачке: 2013, 2014.

### Фленсбург Хандевит
- Бундеслига Немачке: 2018, 2019.